# Viviers-le-Gras
Viviers-le-Gras település Franciaországban, Vosges megyében. Lakosainak száma 182 fő (2022. január 1.). Viviers-le-Gras Bleurville, Dombrot-le-Sec, Gignéville, Lignéville, Marey és Provenchères-lès-Darney községekkel határos.

## Népesség
A település népessége az elmúlt években az alábbi módon változott:
| Lakosok száma | 180  | 192  | 201  | 199  | 200  | 202  | 195  | 189  | 182  |
|               | 2013 | 2015 | 2016 | 2017 | 2018 | 2019 | 2020 | 2021 | 2022 |